# メイ・ヴェール
メイ・ヴェール（May Vale、1862年11月18日 - 1945年8月6日）はオーストラリアの画家である。

## 略歴
オーストラリア、ビクトリア州のバララットで生まれた。1872年に家族とメルボルンに移り、1874年にはロンドンに移った。
ロンドンではロイヤル・カレッジ・オブ・アートで学び、1879年にオーストラリアに戻ると、メルボルンのビクトリア国立美術館(ナショナル・ギャラリー)付属の美術学校でオズワルド・キャンベル
やジョージ・フォリングスビー、フレデリック・マッカビンに学んだ 。同時期の学生にはジェーン・サザーランドやクララ・サザンがいた。
1893年にメルボルンの Swanston Streetにスタジオを開き、美術教師、肖像画家として働き、1895年に美術学校を開いた。教えた学生にはAlice Marian Ellen Baleがいる。
1883年に創立されて4年間活動したメルボルンの芸術家の社交クラブであるブオナローティ・ソサイエティ(Buonarotti society)の会員に1884年に選ばれた。このクラブにはトム・ロバーツなど有力な画家が会員であった。
1906年にロンドンに渡り、チェルシー・ポリテクニックでエナメル画を学んだ。ヴィクトリア芸術家協会(Victorian Artists Society)や婦人美術クラブ(Women's Art Club)やメルボルン・アテナエウム(Melbourne Athenaeum)などの展覧会に作品を出展した。1927年には個展も開いた。
メルボルンで1945年に死去した。作品はビクトリア国立美術館やニュー・サウス・ウェールズ州立美術館に残されている。

## 作品

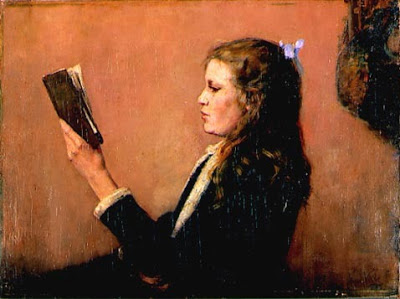
Faith learning her lesson (1898)
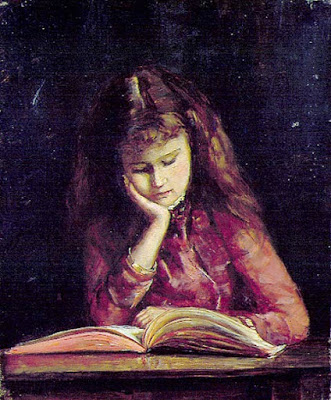
本を読む少女 (1890)
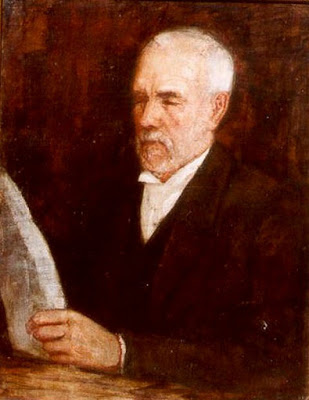
David Syme-新聞社主